# Войчешть
Войчешть, Войчешті (рум. Voicești) — село у повіті Вилча в Румунії. Входить до складу комуни Войчешть.
Село розташоване на відстані 144 км на захід від Бухареста, 55 км на південь від Римніку-Вилчі, 49 км на північний схід від Крайови.

## Населення
За даними перепису населення 2002 року у селі проживали 1179 осіб. Усі жителі села рідною мовою назвали румунську.
Національний склад населення села:
| Національність | Кількість осіб | Відсоток |
| -------------- | -------------- | -------- |
| румуни         | 1153           | 97,8%    |
| цигани         | 10             | 0,8%     |